# Agrostis scabra
Agrostis scabra Willd., 1793 è una pianta appartenente alla famiglia delle Poacee originaria dell'America settentrionale e della parte orientale dell'Asia.